# (21254) Jonan
(21254) Jonan (1996 BG2) – planetoida z pasa głównego asteroid okrążająca Słońce w ciągu 4,37 lat w średniej odległości 2,67 j.a. Odkryta 24 stycznia 1996 roku.